# 國民技術
國民技術股份有限公司，簡稱國民技術股份，以及國民技術（英語：Nations Technologies Incorporated，深交所：300077），成立于2000年，該公司前身為「深圳市中兴集成电路设计有限责任公司」。
在2010年4月於深圳證券交易所创业板上市。主要業務生產及銷售可信密码模块（TCM）、安全芯片、无线射频芯片等，地區則有北京、上海、美国等，總部位於深圳市南山区高新区北区宝深路109号国民技术大厦。